# خل‌قره‌قاش‌لی
خل‌قره‌قاش‌لی (به لاتین: Xol Qaraqaşlı) یک منطقه مسکونی در جمهوری آذربایجان است که در شهرستان نفت‌چاله واقع شده است. خل‌قره‌قاش‌لی ۲۸۳۹ نفر جمعیت دارد.